# Laddingford
Laddingford est un hameau près du village de Yalding dans le Kent.